# Disternopsis pentheoides
Disternopsis pentheoides är en skalbaggsart som först beskrevs av Francis Polkinghorne Pascoe 1859.  Disternopsis pentheoides ingår i släktet Disternopsis och familjen långhorningar. Inga underarter finns listade i Catalogue of Life.